# Portel (freguesia)
Portel is een plaats (freguesia) in de Portugese gemeente Portel en telt 2825 inwoners (2001).

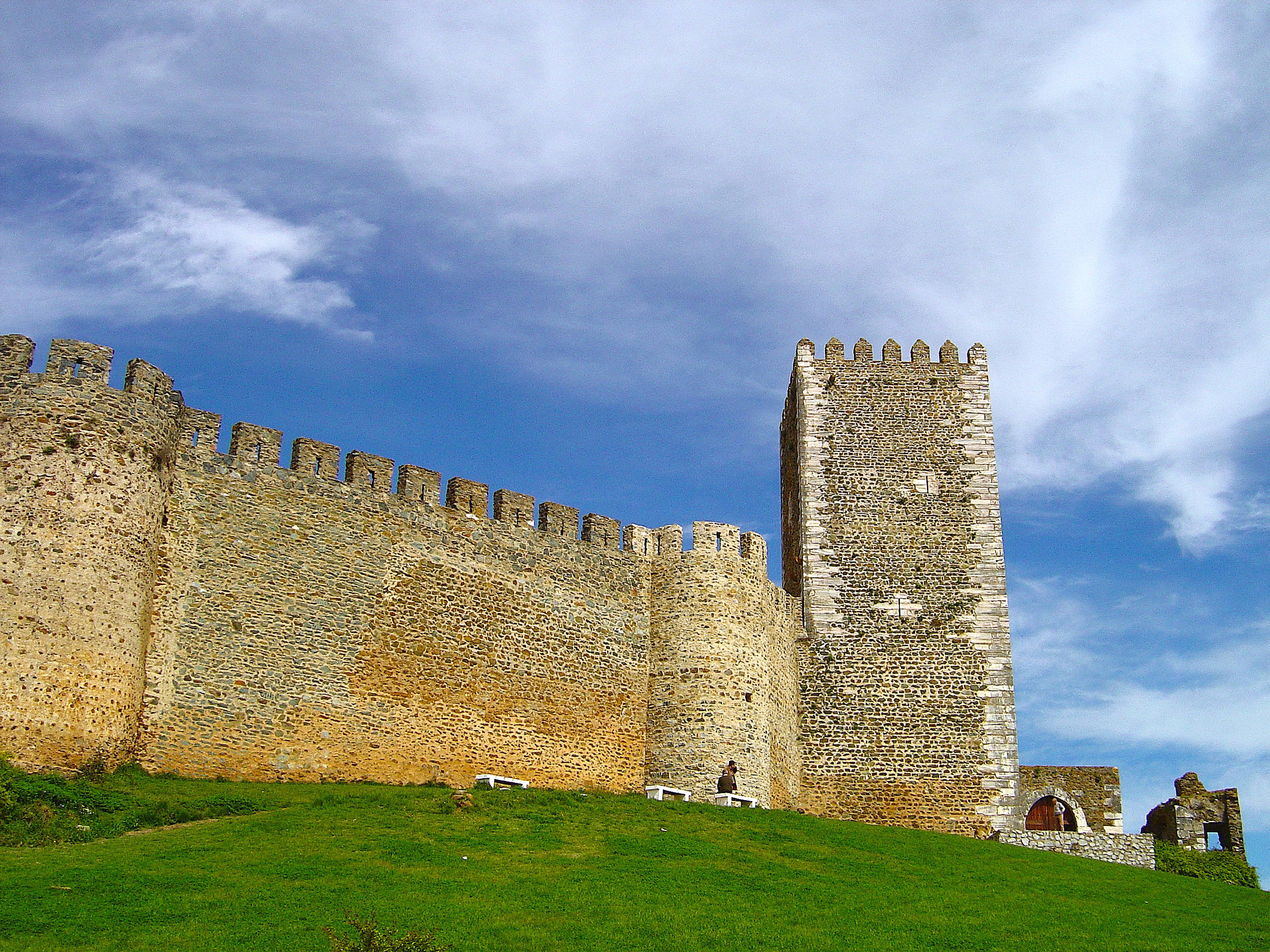
Kasteel van Portel